# Bubba
Bubba war in der Zeit von 1923 bis 1955 ein bekannter italienischer Hersteller von Traktoren.

## Unternehmensgeschichte
Das Unternehmen wurde in Santimento bei Piacenza in Norditalien Ende des 19. Jahrhunderts zur Landmaschinenherstellung von Pietro Bubba gegründet, der in der Folgezeit auch seine Söhne Federico, Salvatore und Artemio in die Firma aufnahm.
1919 wurde das Unternehmen in eine Gesellschaft mit beschränkter Haftung umgewandelt und firmierte unter "Cav. Pietro Bubba & C. Società in accomandita semplice". 1927 starb der Firmengründer Pietro Bubba im 78. Lebensjahr.
1929 vereinbarte die ungarische Firma HSCS mit Bubba die Abnahme von jährlich 100 Traktoren des neuen Typs UT2, was für Bubba eine Verdoppelung des jährlichen Ausstoßes bedeutete. Zur Durchführung dieses Geschäftes stellte die Firma etliche neue Arbeitskräfte ein und baute ihren Maschinenpark aus. Indessen infolge der 1929 einsetzenden Weltwirtschaftskrise und der damit verbundenen Absatz- und Produktionseinbrüche weigerte sich HSCS, die eingegangenen Verpflichtungen zu erfüllen, was wiederum Bubba in arge Bedrängnis brachte. Immerhin fanden sich neue Geldgeber, und am 5. April 1930 wurde die Firma umgebildet, sie hieß jetzt "Bubba SA".
In der Folgezeit erholte sich Bubba wieder. Im Zweiten Weltkrieg blieb die Traktorenfertigung auf Ackerschlepper beschränkt, da die von der Firma verwendeten Glühkopfmotoren wegen ihrer geringen Leistung einerseits, ihres lauten Motorengeräusches und des zeitraubenden Anlassens andererseits für militärische Zwecke nicht geeignet waren.
Neben Traktoren fertigte das Unternehmen glühkopfbetriebene Standmotoren.
In der unmittelbaren Nachkriegszeit konnte die Firma zunächst weiterhin gute Absätze verbuchen: Damals fand jedes Fahrzeug, das irgendwie geeignet war, in der Landwirtschaft zu dienen, seinen Abnehmer. Indessen ließ sich in den 1950er Jahren nicht übersehen, dass das Konzept des Glühkopfmotors, dem Bubba sich verschrieben hatte, ausgedient hatte.
Mittlerweile hatte das Unternehmen 1954 erneut umfirmiert: Es hieß jetzt Arbos-Bubba und ab 1956 nur noch Arbos. Eine Umstellung der Produktion auf Traktoren mit Perkins- und Deutz-Dieselmotoren kam zu spät, Ende 1955 gab Bubba die Traktorenfertigung auf. Auch die Konzentration auf Mähdrescher brachte nicht den erhofften Erfolg, und 1964 wurden die Werksanlagen an die US-amerikanische Firma White verkauft, die dort ihre italienische Firmenniederlassung betrieb.

## Modelle

### Bubba UTC
Die ersten Traktoren schuf die Firma dadurch, dass sie in von der US-amerikanischen Firma Case gelieferte Fahrgestelle horizontal gelagerte Glühkopfmotoren einbaute. Gegenüber dem klassischen Ottomotor hatte der Glühkopfmotor den Vorteil, dass er mit verschiedenen minderwertigen Kraftstoffen wie Petroleum oder Schweröl betrieben werden konnte: Italien verfügte über keine eigenen Ölquellen, und daher musste jeder Tropfen Benzin importiert werden. Die Traktoren wurden konstruiert von Ulisse Bubba, Sohn von Federico und damit Enkel des Firmengründers. Sie entstanden ab 1924 (also drei Jahre nach dem vergleichbaren Lanz Bulldog) und hatten die Typenbezeichnung UTC3 und UTC4, wobei das U für den Konstrukteur (Ulisse), T für trattore = Traktor und C für das Fahrgestell (Case) stand. Ob es vorher noch einen UTC1 und UTC2 gab und ob diese das Reißbrettstadium verließen, ist nicht überliefert. UTC3 und UTC4 unterschieden sich dadurch, dass ersterer 20 PS, letzterer 30 PS hatte.
Es gab daneben noch einen UTC5 mit Zweizylinder-Glühkopf-Boxermotor, der 40 PS bei 475/min leistete und 7 Tonnen wog. Mehr ist von diesem Typ nicht überliefert, es blieb offenbar bei einem Einzelstück.

### Bubba UTB
Ab 1926 baute Bubba eigene Fahrgestelle, der Traktor hieß jetzt UTB3 (Ulisse Trattore Bubba) und erhielt einen neuen Motor.

### Bubba UT
Aus dem UTB3 wurde der UT3 entwickelt, der – ab 1928 gebaut – 250 kg leichter war als sein Vorgänger. Über die gebaute Anzahl ist nichts bekannt, immerhin waren am 31. Dezember 1951 von diesem Typ in Italien noch 135 Stück zugelassen.
Parallel zum UT3 wurde der UT5 gebaut, ein schwerer Traktor mit Zweizylinder-Glühkopf-Motor. Mit seinen 50 PS war dieser Traktor zum Ziehen schwerster Lasten, zum Beispiel zum Transport von Marmorblöcken zum Hafen von Carrara, eingesetzt. Am 31. Dezember 1951 waren von diesem Typ in Italien immerhin noch 11 Stück vorhanden.
1929 entstand als leichterer Traktor der UT2, der 1930 in Serie ging. Wann die Produktion dieses Typs endete, ist leider den benutzten Quellen nicht zu entnehmen, es wurden jedoch noch 1950 die letzten zwei Stück dieses Typs in Italien zugelassen, er muss also bis in die Nachkriegszeit produziert worden sein. Die italienische Zulassungsstatistik weist für den 31. Dezember 1951 noch 324 Stück dieses Typs auf.
1934 erschien der UT4 als schwerer Schlepper. Auch bei ihm ist unbekannt, wie lange er gebaut wurde, nach einer Bestandsaufnahme zum 31. Dezember 1951 waren von ihm noch 60 Stück vorhanden, was auf eine geringe jährliche Produktion bis in die Anfangszeit des Zweiten Weltkrieges schließen lässt.

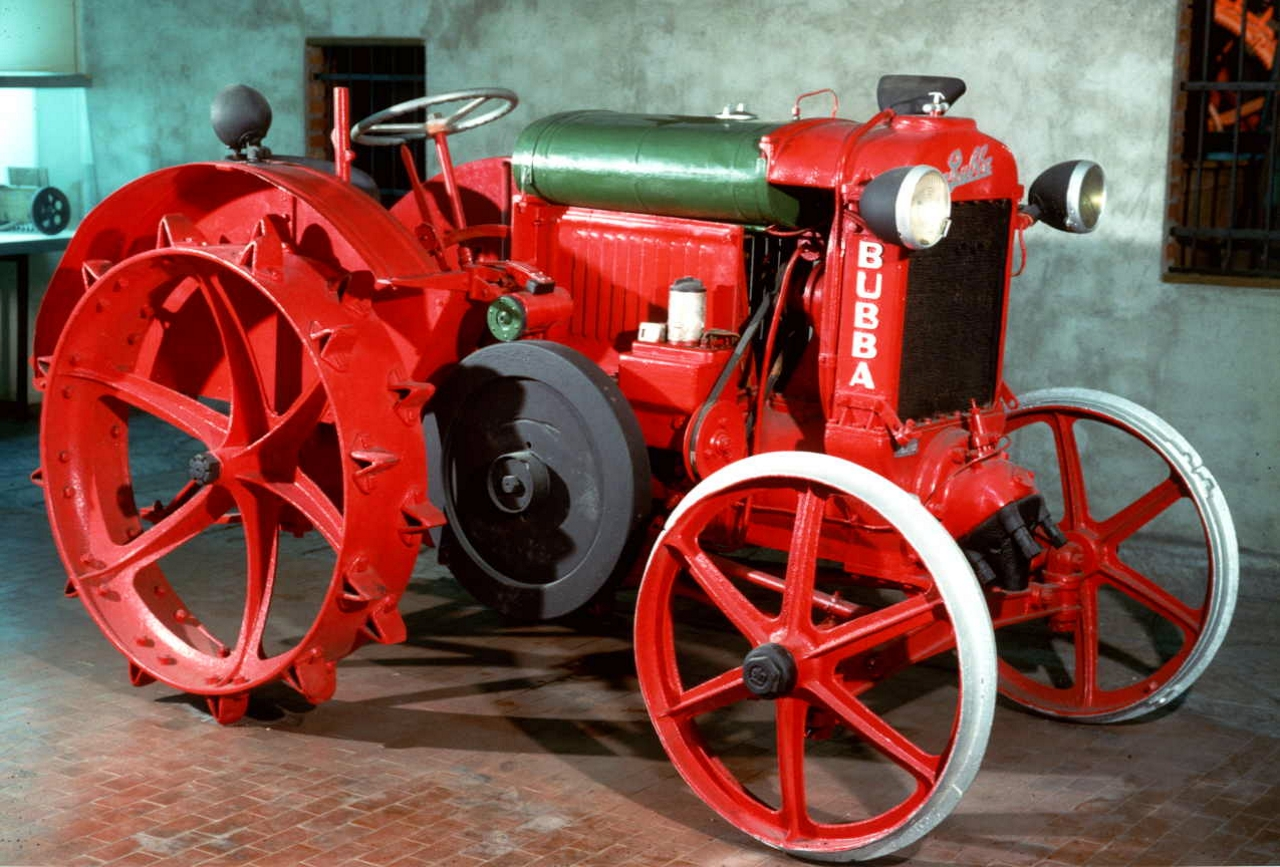
Restaurierter Bubba UT6 im Museo scienza tecnologia Milano

Der 1935 erschienene UT6 hatte den gleichen Motor wie der UT2, entwickelte jedoch 35 PS und wurde offenbar parallel zum UT2 bis Ende der 1940er Jahre gebaut. Die italienische Zulassungsstatistik weist für den 31. Dezember 1951 noch 346 Stück dieses Typs auf.

### Erste Bubba Raupenschlepper
In der Folgezeit wagte sich Bubba an die Konstruktion von Raupenschleppern, ebenfalls mit Glühkopfmotor. Der erste dieser Reihe war der C35, der 1936 erschien und der letzte von Ulisse Bubba in dieser Firma konstruierte Traktor war. Neben vorderem Antriebs- und hinterem Führungsrad bestand das Laufwerk aus 5 Lauf- und einer Stützrolle. Der Schlepper hatte den Motor des UT4 mit 35 PS, wie schon die Typenbezeichnung andeutet und wurde bis 1939 gebaut. Am 31. Dezember 1951 waren von diesem Typ in Italien noch 107 Stück vorhanden.
Die nachfolgenden Schlepper waren Konstruktionen der Ingenieure Emmanuele und Bissolati. Zunächst erschien 1938 mit gleichem Motor, aber jetzt 37 PS der Ariete (Widder) als Nachfolger des C35, dessen Kettenlaufwerk zwei statt einer Stützrolle aufwies, und dessen Motor eine höhere Leistung hatte. Er wurde 1948 vom Ariete II (mit 45 PS, sonst gleich) abgelöst, der bis mindestens 1954 gebaut wurde. Am 31. Dezember 1951 gab es in Italien 330 zugelassene Ariete I und II, weitere 106 Ariete wurden (ab 1955 in sehr geringer Zahl jährlich) bis 1960 in Italien zugelassen.
Ab 1939 gab es neben dem Ariete den Raupenschlepper D42, der das Kettenlaufwerk des C35 übernahm, dessen Motorleistung aber auf 42 PS gesteigert wurde. Bis wann er gebaut wurde, ist den Quellen nicht zu entnehmen, immerhin gab es am 31. Dezember 1951 noch in Italien 194 Exemplare, von denen das letzte 1950 zugelassen wurde. Er hatte einen gefälligeren dem Stil der Zeit angepassten geneigten Kühlergrill.
1948 erschien als weiterer Kettenschlepper der Centauro. In seinem äußeren Erscheinungsbild dem Ariete sehr ähnlich, hatte er einen neu konstruierten Glühkopfmotor mit 10,4 Litern Hubraum und 55 PS. Er wurde offenbar nur 1948 gebaut, am 31. Dezember 1951 waren in Italien 31 Stück zugelassen. Zwar schweigen die Quellen, aber es scheint, als ob der Motor nicht befriedigte, denn er wurde in der Folgezeit nicht in anderen Modellen weiter verwendet.

### Bubba LO5
Als Nächstes folgte 1950 ein Radtraktor (der letzte Bubba-Traktor mit Glühkopf-Motor) mit der Firmenbezeichnung LO5 als Nachfolger der sehr in die Jahre gekommenen Traktortypen UT2 und UT6. Der vom UT6 übernommene Motor (jetzt mit einer dem Zeitgeschmack entsprechenden Haube verkleidet) entwickelte 45 PS. Von 1950 bis 1955 entstanden 201 Stück, die alle, der letzte 1963, in Italien zugelassen wurden.

### Bubba Traktoren mit Fremdmotoren
Bubba musste – wie Lanz – Anfang der 1950er Jahre die Erfahrung machen, dass mittlerweile die Nachteile des Glühkopfmotors (rauer Lauf des Einzylinders, schwieriger Startvorgang, Gestank der verbrannten Treibstoffe) die bisherigen Vorteile überwog, da mittlerweile der Viertakt-Dieselmotor seinen Siegeszug angetreten hatte. Da man selber offensichtlich die Kapazitäten nicht hatte, eigene Motoren zu entwickeln, griff man auf Fremdfabrikate zurück. So erschien 1954 der Arbos-Bubba DR30-35 mit Vierzylinder-Perkins-Dieselmotor P4TA, von dem 67 Stück bis 1957 gebaut wurden. Von der Ausführung mit Raupenfahrwerk, dem Arbos-Bubba 40, entstanden von 1955 bis 1961 immerhin 149 Exemplare.
Daneben gab es von 1955 bis 1956 eine Variante dieser Raupe mit luftgekühltem Zweizylinder-Deutz-Dieselmotor F2L514, von dem unter der Typenbezeichnung Arbos-Bubba DC 30-35 zusammen 48 Stück gebaut wurden.

## Technische Daten
Von den oben aufgezählten Typen sind folgende technischen Daten überliefert:
| Typ      | Fahrgest. | Länge (m) | Breite (m) | Radst. (m) | Gew. (kg) | Zyl. | Bo/Hub   | cm³    | PS/min    | km/h |
| -------- | --------- | --------- | ---------- | ---------- | --------- | ---- | -------- | ------ | --------- | ---- |
| UTC3     | Rad       |           |            |            | 3900      | 1    | 290/280  | 18.490 | 20        |      |
| UTC4     | Rad       |           |            |            | 3900      | 1    | 290/280  | 18.490 | 30/400    |      |
| UTB3     | Rad       |           | 1,70       |            | 3000      | 1    | 240/260  | 11.756 | 20–30/500 | 5    |
| UT2      | Rad       | 2,60      | 1,70       | 1,57       | 2100      | 1    | 220/240  | 9118   | 25/600    | 8,7  |
| UT3      | Rad       | 2,70      | 1,60       | 1,70       | 2750      | 1    | 240/260  | 11.756 | 25/500    | 4,6  |
| UT4      | Rad       | 2,86      |            | 1,86       | 3200      | 1    | 220/240  | 9118   | 45/520    | 7,2  |
| UT5      | Rad       | 3,15      | 2,00       | 2,00       | 4500      | 2    | 240/260  | 23.512 | 50/500    | 4,3  |
| UT6      | Rad       | 2,54      | 1,60       | 1,50       | 2500      | 1    | 220/240  | 9118   | 35/650    | 8    |
| C35      | Kette     | 2,51      | 1,67/1,75  |            | 3500      | 1    | 220/240  | 9118   | 35/650    | 8    |
| Ariete   | Kette     | 2,68      | 1,67       |            | 5000      | 1    | 220/240  | 9118   | 37–45/700 | 6,8  |
| D42      | Kette     | 2,68      | 1,67       |            | 4700      | 1    | 220/240  | 9118   | 42/700    | 6,8  |
| Centauro | Kette     | 2,68      |            | 3,35       | 5000      | 1    | 225/260  | 10.340 | 55/750    | 6,8  |
| LO5      | Rad       | 3,05      | 1,79       | 1,79       | 3280      | 1    | 220/240  | 9118   | 45/750    | 13   |
| DR30-35  | Rad       | 2,92      | 1,46–2,27  |            | 1700      | 4    | 88,9/127 | 3140   | 35/1700   | 20   |
| DC30-35  | Kette     | 2,48      | 1,42       |            | 2800      | 2    | 110/140  | 2660   | 36/1600   | 9    |
| 40       | Kette     | 2,70      | 1,34       |            | 2800      | 4    | 88,9/127 | 3140   | 35/1700   | 9    |